# St. Martini (Mülverstedt)

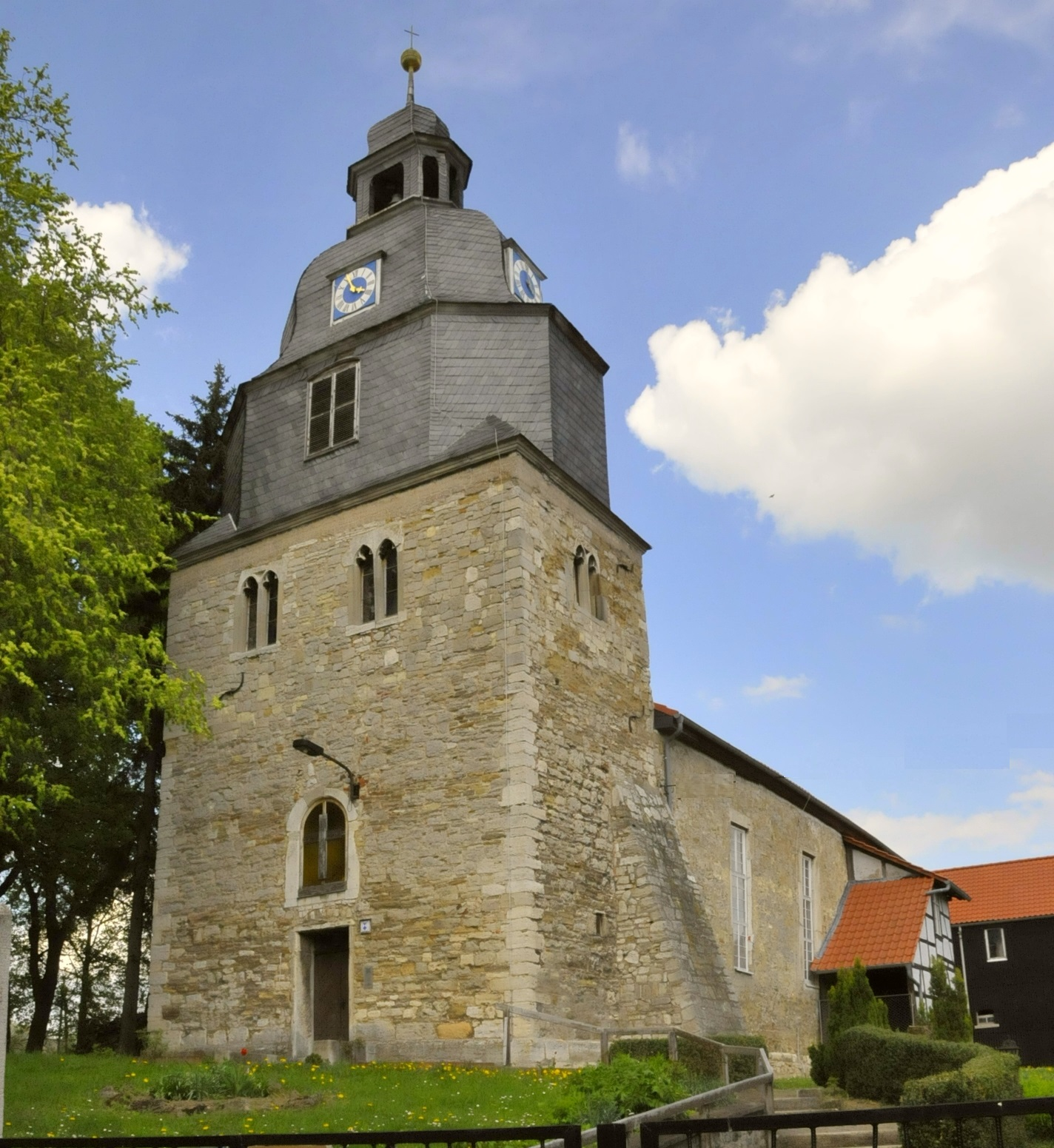
Die Martini-Kirche

Die evangelische Dorfkirche St. Martini steht im Ortsteil Mülverstedt der Gemeinde Unstrut-Hainich im Unstrut-Hainich-Kreis in Thüringen.

## Geschichte
Die Kirche wurde 1703 an Stelle eines Vorgängerbaus errichtet. Der Kirchturm wurde bereits 1698 umgebaut. Bis 1775 wurde hier die Familie von Mülverstedt in ausgemauerten Grabstätten beigesetzt. Die Grabplatten wurden 1949 bei Arbeiten am Fußboden der Kirche an der Kirchenwand aufgestellt.

## Ausstattung
Nach dem Einbau der Kanzel 1726 wurde rechts eine Empore eingebaut. Die linke Empore diente ausschließlich den Patronatsherren von Mülverstedt. 1950 wurden die Emporen überholt und um zwei Meter verlängert. Die zuvor als Holzlager dienende Sakristei wurde ebenfalls renoviert. Das Kirchengestühl und der Fußboden wurden ausgetauscht.
Ein Blitzschlag entzündete 1935 das morsche Turmgebälk, der danach samt Turmknopf mit Kreuz vollständig saniert werden musste. Die Turmuhr stammt aus dem Jahr 1889, die Vorgängerin aus 1698.
Die Orgel wurde am 17. Oktober 1927 geweiht. Für die beiden in den Weltkriegen eingeschmolzenen Glocken wurden 1968 neue angeschafft.
In den 1990er Jahren wurde das Kirchenschiff mit Eigenmitteln neu gedeckt. Die Kirche wurde malerisch instand gesetzt. ABM-Kräfte nahmen weitere Erhaltungsmaßnahmen ab 2001 in ihre Hand.